# Élections régionales santoméennes de 2006
Des élections régionales se déroulent à Sao Tomé-et-Principe le 27 août 2006, afin de désigner les élus de l'Assemblée régionale de Principe.

## Contexte
Les dernières élections régionales santoméennes se sont déroulées en 1995 et ont été remportées par le Mouvement pour la libération de Sao Tomé-et-Principe – Parti social-démocrate. Pour ce deuxième scrutin, elles se déroulent en même temps que les municipales.
L'ADI refuse de prendre part à l'élection, dénonçant des irrégularités dans l'organisation du scrutin. 83 110 électeurs sont appelés aux urnes.
Les élections régionales sont initialement prévues pour le 9 juillet, avant qu'elles ne soient repoussées le 5 juin, la totalité des candidatures ayant été refusées puisque déposées hors délai. Cette décision provoque plusieurs manifestations de la part des habitants de l'île de Principe. Le 11 juin, des barricades sont montées à Santo António et des protestants s'introduisent dans le lieu de réunion du gouvernement, dans la maison du président du gouvernement régional Zeferino dos Prazeres et dans celle du secrétaire de l'Assemblée régionale. En réponse à ce soulèvement, do Prazeres démissionne dès le lendemain,. L'intérim est effectué par João Paulo Cassandra.

## Mode de scrutin
Sept députés sont à élire dans sept circonscriptions.

## Candidats
Les partis candidats aux élections sont le Mouvement pour la libération de Sao Tomé-et-Principe – Parti social-démocrate, dont la tête de liste est Jaime Costa, l'Alliance démocratique pour le développement de Principe et l'Union pour le progrès et le changement de Principe, représentée par José Cassandra et soutenue par le Front chrétien-démocrate (en) et la coalition au pouvoir Mouvement pour les forces de changement démocratique-Parti de convergence démocratique. Le président sortant, Zeferino dos Prazeres, se présente sans le soutien de son parti, ainsi que l'indépendant Gilberto Gil Umbilina.

## Résultats
| Parti | Parti                                              | Sièges |
| ----- | -------------------------------------------------- | ------ |
|       | Union pour le progrès et le changement de Principe | 7      |
|       | Total                                              | 7      |

Après les élections, Nestor Umbelina est nommé président de l'Assemblée régionale.